# Metasia typhodes
Metasia typhodes là một loài bướm đêm trong họ Crambidae.